# Wapen van Hijum

Wapen van Hijum

Het wapen van Hijum is het dorpswapen van het Nederlandse dorp Hijum, in de Friese gemeente Leeuwarden. Het wapen werd in 1996 geregistreerd.

## Beschrijving
De blazoenering van het wapen luidt als volgt:
In goud en uit de schildvoet oprijzende terp van sinopel, beladen met drie penningen van goud, geplaatst 2 en 1, boven een liggende wassenaar van zilver; de terp van boven vergezeld van twee opspringende kikkers van sinopel.
De heraldische kleuren zijn: goud (goud), sinopel (groen), keel (rood) en zilver (zilver).

## Symboliek
- Terp: staat voor de plaatsnaam die zoveel betekent als "door water omgespoeld land".[3]
- Wassenaar: ontleend aan het wapen van Aebinga van Humalda die bij het dorp een stins bewoonde. Ook duidt de wassenaar op het klooster Mariëngaarde ten noordwesten van Hijum.[3]
- Drie penningen: symbool voor Nicolaas van Myra, patroonheilige van de Nicolaaskerk van Hijum.[3]
- Kikkers: verwijzen naar de bijnaam van de inwoners van Hijum, "kikkers".[3]

Het wapen van Aebinga van Humalda.
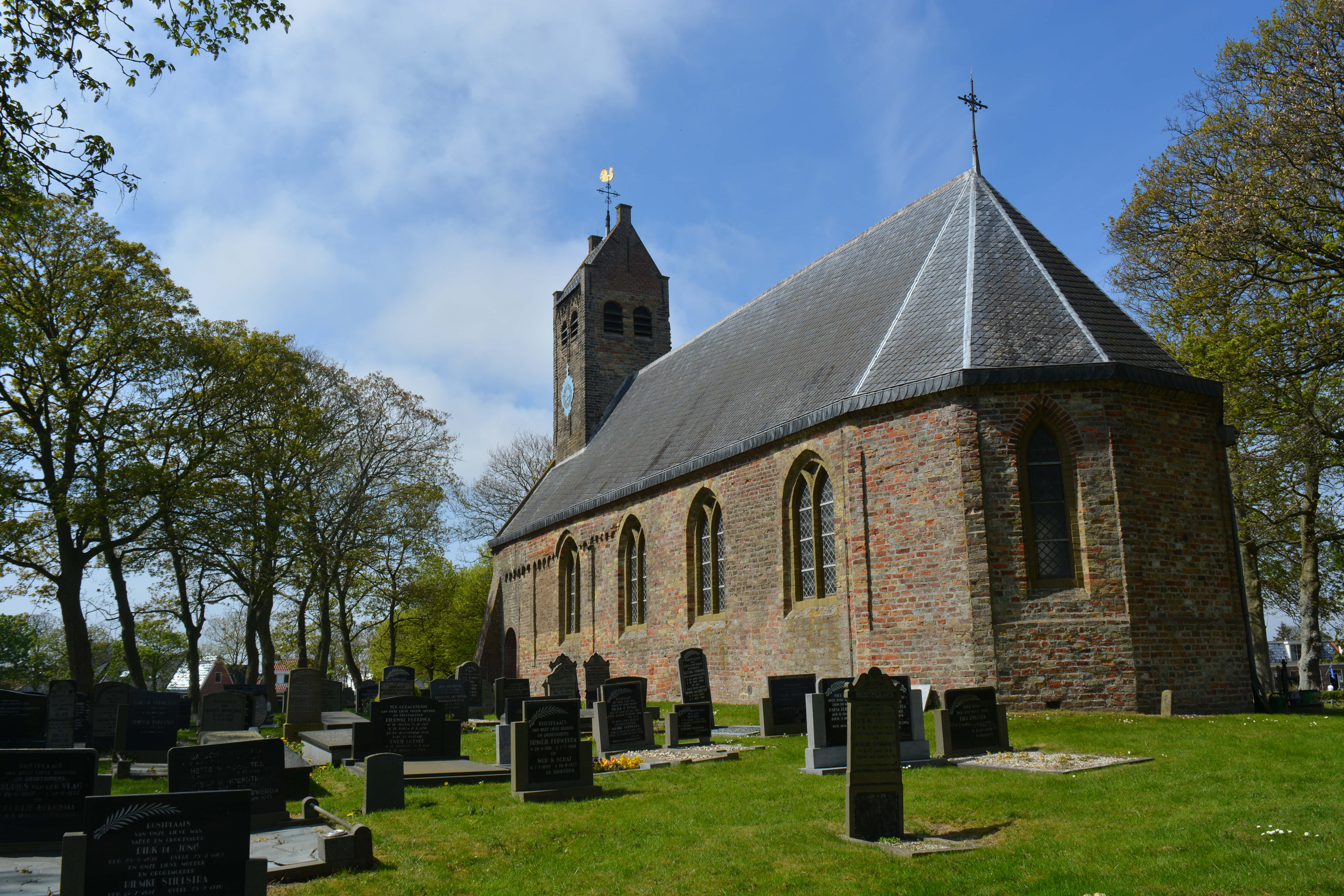
De Nicolaaskerk van Hijum.

## Zie ook

Vlag van Hijum